# Goldsee (Lüdinghausen)

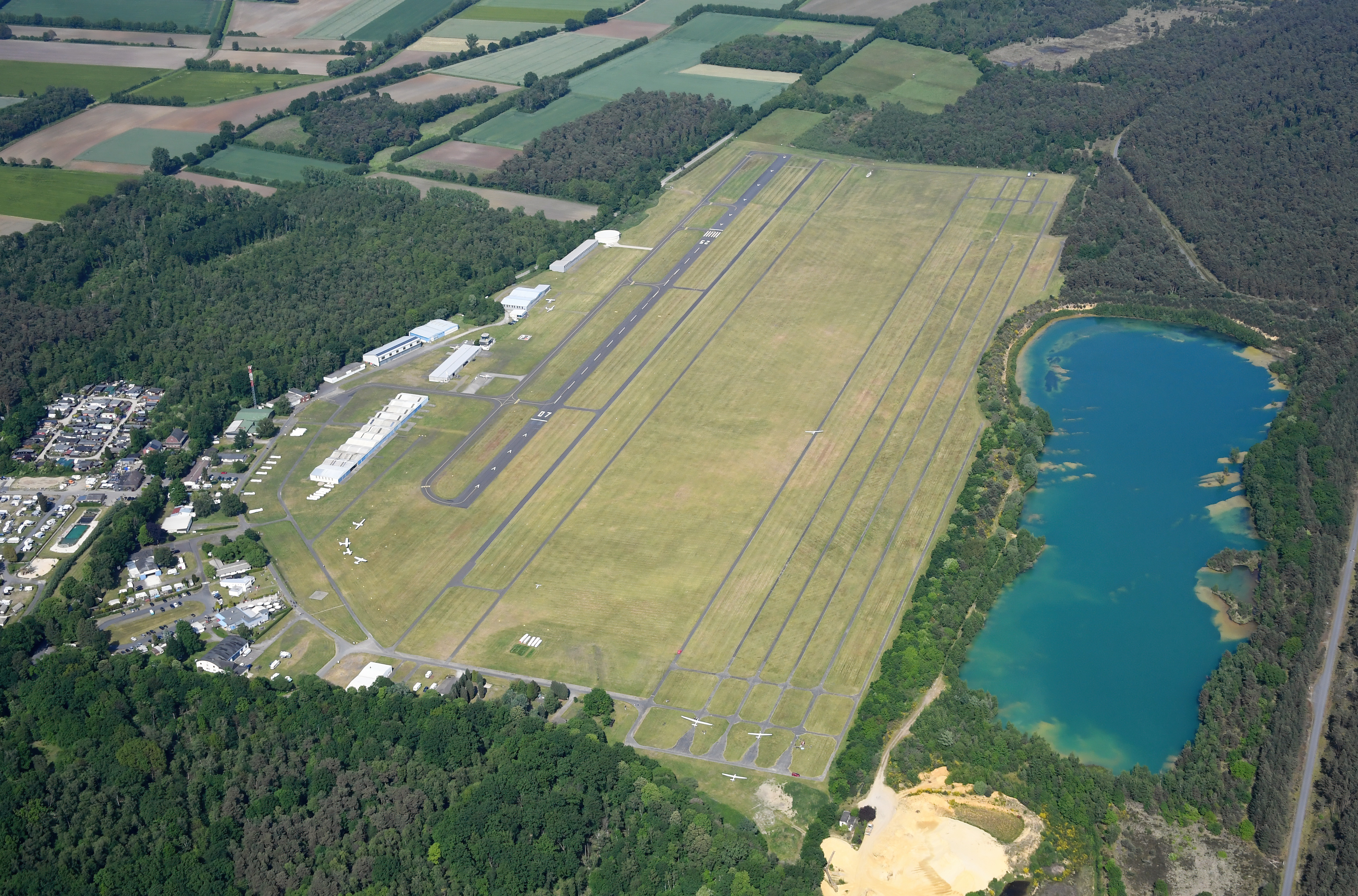
Goldsee, 2023

Der Goldsee, auch Heidesee genannt, ist ein Stillgewässer südlich des Flugplatzes Borkenberge, Lüdinghausen.
Bis Anfang der 1970er Jahre wurde hier Sand für den Bau der Autobahn A 43 abgebaut, dann wurde der See als Badesee mit Freikörperkultur genutzt, später wurde wieder Sand für die Bauindustrie abgebaut.
Der See liegt im Norden des Naturschutzgebiets Borkenberge. Einige hundert Meter weiter westlich befindet sich der Gagelbruch, in den er auch entwässert. Er zählt zum Flusssystem Lippe.